# Oskar Pastior
Oskar Pastior (Nagyszeben, 1927. október 20. – Frankfurt am Main, 2006. október 4.) erdélyi szász költő, író, műfordító.

## Élete
Apja rajztanár volt. 1938–1944 között a szülővárosában járt gimnáziumba. 1945 januárjában a Szovjetunióba deportálták, ahol különböző munkatáborokban dolgozott. 1949-ben térhetett vissza Romániába. A következő években alkalmi- és segédmunkákból élt. A hároméves sorkatonaság alatt levelező tagozaton leérettségizett. Utána technikusként dolgozott egy építővállalatnál. 1955–1960 között germanisztikát tanult a bukaresti egyetemen. 1960-tól a román rádió belföldi német nyelvű adásánál lett szerkesztő. Első költői jelentkezése az 1960-as években nagy feltűnést keltett és két jelentős irodalmi díjat is hozott. 1968-ban egy bécsi tanulmányút alkalmával disszidált, és München után Berlinben telepedett le.
Oskar Pastior költészetében kiemelt helyet foglal el a szójáték, közben gyakran átlépi a nonszensz költészet határait. Hatással volt rá a dadaizmus és az Oulipo csoport.
Nikolaus Lenau, Paul Celan és Adolf Meschendörfer mellett egyike volt a kisszámú romániai német alkotónak, akiket a német irodalom egészében elismernek. Ezt Németországba települése után kapott díjai is bizonyítják: a Südwestfunk irodalmi díja, a ZDF irodalmi díja, Petrarca-díj, Ernst Meister-díj és a Berlini Művészeti Akadémia díja.

## Művei
- Fludribusch im Pflanzenheim, Bukarest, 1960
- Offne Worte, Bukarest, 1964
- Ralph in Bukarest, Bukarest, 1964
- Gedichte, Bukarest, 1965
- Vom Sichersten ins Tausendste, Frankfurt am Main, 1969
- Gedichtgedichte, Darmstadt u.a., 1973
- Höricht, Lichtenberg, 1975
- An die neue Aubergine, Berlin, 1976
- Fleischeslust, Lichtenberg, 1976
- Der krimgotische Fächer, Erlangen, 1978
- Ein Tangopoem und andere Texte, Berlin, 1978
- Wechselbalg, Spenge, 1980
- 33 Gedichte, München u.a., 1983 (Francesco Petrarca verseinek átdolgozásai)
- Sonetburger, Berlin, 1983
- Anagrammgedichte, München, 1985
- Ingwer und Jedoch, Göttingen, 1985
- Lesungen mit Tinnitus, München u.a., 1986
- Römischer Zeichenblock, Berlin, 1986
- Teure Eier, Paris, 1986
- Jalousien aufgemacht, München u.a., 1987
- Modeheft des Oskar Pastior, München, 1987
- Anagramme, Berlin, 1988 (zusammen mit Galli)
- Kopfnuß, Januskopf, München u.a., 1990
- Neununddreißig Gimpelstifte, Berlin, 1990
- Eine Scheibe Dingsbums, Ravensburg, 1990
- Feiggehege, Berlin, 1991
- Urologe küßt Nabelstrang, Augsburg, 1991
- Vokalisen & Gimpelstifte, München u.a., 1992
- Eine kleine Kunstmaschine, München u.a., 1994
- Das Unding an sich, Frankfurt am Main, 1994
- Gimpelschneise in die Winterreise-Texte von Wilhelm Müller, Weil am Rhein u.a., 1997
- Das Hören des Genitivs, München u.a., 1997
- Come in to frower, Tokyo u.a., 1998 (zusammen mit Veronika Schäpers und Silke Schimpf)
- Der Janitscharen zehn, Berlin, 1998
- Standort mit Lambda, Berlin, 1998
- Pan-tum tam-bur, Frankfurt am Main, 1999 (zusammen mit Uta Schneider)
- Saa uum, Frankfurt am Main, 1999
- O du roher Iasmin, Weil am Rhein u.a., 2000
- Villanella & Pantum, München u.a., 2000
- Ein Molekül Tinnitus, Berlin, 2002 (zusammen mit Gerhild Ebel)
- Werkausgabe, München u.a.
  - 2. kötet „Jetzt kann man schreiben was man will!“, 2003
  - 3. kötet „Minze Minze flaumiran Schpektrum“, 2004
  - 1. kötet „…sage, du habest es rauschen gehört“, 2006
- Gewichtete Gedichte. Chronologie der Materialien, Hombroich, 2006

## Műfordítások
- Tudor Arghezi: Im Bienengrund, Bukarest 1963
- Tudor Arghezi: Schreibe, Feder …, Bukarest 1964
- Tudor Arghezi: Von großen und kleinenTieren, Bukarest 1966
- Ștefan Bănulescu: Verspätetes Echo, Berlin 1984 (Ernest Wichner-rel)
- Lucian Blaga: Ausgewählte Gedichte, Bukarest 1967
- Lucian Blaga: Chronik und Lied der Lebenszeiten, Bukarest 1968
- George Coșbuc: Die Geschichte von den Gänsen, Bukarest 1958
- Radu Dumitru: Das letzte Lächeln, Frankfurt am Main 1991
- Mihail Eminescu: Der Prinz aus der Träne, Bukarest 1963
- Panait Istrati: Kyra Kyralina. Die Disteln des Bărăgan, Bukarest 1963
- Wiel Kusters: Ein berühmter Trommler, München u.a. 1998 (Joep Bertrams-szal)
- Wiel Kusters: Carbone notata, Berlin 1988
- Gellu Naum: Oskar Pastior entdeckt Gellu Naum, Hamburg u.a. 2001
- Gellu Naum: Rede auf dem Bahndamm an die Steine, Zürich 1998
- Tudor Opriș: Wunderwelt, Bukarest 1963
- Marin Sorescu: Abendrot Nr. 15, München u.a. 1985
- Marin Sorescu: Aberglaube, Berlin 1974
- Marin Sorescu: Der Fakir als Anfänger, München u.a. 1992
- Marin Sorescu: Noah, ich will dir was sagen, Frankfurt am Main 1975
- Gertrude Stein: Ein Buch mit Da hat der Topf ein Loch am Ende, Berlin 1987
- Gertrude Stein: Reread another, Basel u.a. 2004
- Petre Stoica: Und nirgends ein Schiff aus Attika, Berlin 1977
- Tristan Tzara: Die frühen Gedichte, München 1984
- Urmuz: Das gesamte Werk, München 1976